# Puya antioquensis
Puya antioquensis är en gräsväxtart som beskrevs av Lyman Bradford Smith och Robert William Read. Puya antioquensis ingår i släktet Puya och familjen Bromeliaceae.
Artens utbredningsområde är Colombia. Inga underarter finns listade i Catalogue of Life.